# باشگاه فوتبال ترنگانو
باشگاه فوتبال ترنگانو (انگلیسی: Terengganu FC) یک باشگاه فوتبال حرفه‌ای مستقر در کوالا نروس، ترنگانو، مالزی است که در سوپر لیگ مالزی، بالاترین سطح سیستم لیگ فوتبال مالزی، رقابت می‌کند. این باشگاه با نام مستعار «لاک‌پشت‌ها» در ۲۲ نوامبر ۱۹۵۶ به عنوان اتحادیه فوتبال ترنگانو تأسیس شد و در سال ۱۹۷۲ به اتحادیه فوتبال ترنگانو و در سال ۲۰۱۸ به باشگاه فوتبال ترنگانو تغییر نام داد.